# Mecinus ianthinus
Mecinus ianthinus är en skalbaggsart som beskrevs av Ernst Friedrich Germar 1821. Mecinus ianthinus ingår i släktet Mecinus, och familjen vivlar. Arten är reproducerande i Sverige.